# Mirosaljci (Arilje)
Pour les articles homonymes, voir Mirosaljci.
Mirosaljci (en serbe cyrillique : Миросаљци) est un village de Serbie situé dans la municipalité d'Arilje, district de Zlatibor. Au recensement de 2011, il comptait 774 habitants.

## Démographie

### Évolution historique de la population
| 1948  | 1953  | 1961  | 1971  | 1981  | 1991 | 2002 | 2011 |
| ----- | ----- | ----- | ----- | ----- | ---- | ---- | ---- |
| 1 200 | 1 253 | 1 214 | 1 130 | 1 022 | 896  | 847  | 774  |

|  |

## Personnalité
Le physicien, biophysicien et académicien Miljko Satarić est né dans le village en 1948.